# Kolari (Zweden)
Kolari is een dorp binnen de Zweedse gemeente Pajala; het dorp heeft drie kernen (van noord naar zuid): Airivaara, Nuottaniemi en Mella.
Het dorp ligt aan een meander van de Muonio. Het dorp is pas laat ontsloten voor verkeer; pas begin jaren 30 werd het aangesloten op het wegennet; eerst naar Aareavaara en later naar Pajala. De telefoon bereikte het dorp in diezelfde jaren; elektriciteit volgde pas in 1942.
Niet het Finse Kolari ligt aan de overzijde van de rivier, maar Kolarinsaari, een klein dorp. Het Zweedse Kolari ligt 3 kilometer noordelijker dan het Finse dorp. 

## Verkeer en vervoer
Bij de plaats loopt de Länsväg 403.
Binnen de omgeving is het wel mogelijk de rivier over te steken; de brug daarvoor ligt bij Kaunisjoensuu.
Aareavaara · Anttis · Huukki · Isovaara · Jarhois · Juhonpieti en Erkheikki · Junosuando · Kainulasjärvi · Kangos · Kardis · Kassa · Kätkesuando · Käymäjärvi · Kaunisvaara · Kengis · Kenttä · Keräntöjärvi · Kieksiäisvaara · Kiilarova · Kihlanki · Kitkiöjärvi · Kitkiöjoki · Kolari · Kompelusvaara · Korpilombolo · Kurkkio · Lahenpää · Lahnajärvi · Lautakoski · Liviöjärvi · Lovikka · Männikkö · Muonionalusta · Muodoslompolo · Narken · Nuuksujärvi · Ohtanajärvi · Oksajärvi · Pääjärvi · Pajala · Parkalompolo · Pentäsjärvi · Peräjävaara · Pimpiö · Ristimella · Ruosteranta · Sahavaara · Saittarova · Salmijärvi · Särkimukka · Sattajärvi · Selkäjärvi · Suaningi · Talinen · Tärendö · Teurajärvi · Torinen · Törmäsniva · Tornefors